# Чикой
Чико̀й (на бурятски: Сухэ мурэн) е река в Азиатската част на Русия, Забайкалски край и Република Бурятия и Монголия, аймак Селенге, десен приток на Селенга. Дължината ѝ е 769 km, която ѝ отрежда 76-о място по дължина сред реките на Русия.
Река Чикой води началото си от източния склон на Чикоконския хребет, на 1810 m н.в., в югозападната част на Забайкалски край. В горното си течение реката тече покрай източния склон на хребета, след което го заобикаля от север и навлиза в източната част на Чикойската котловина. В този участък долината ѝ е тясна, със стръмни склонове, а течението бурно с множество прагове и бързеи. През Чикойската котловина, разположена южно от Малханския хребет река Чикой тече на протежение от 130 km в посока запад-югозапад, като тук долината ѝ е значително по-широка от 1 – 2 до 8 km, а течението по-спокойно. След това реката отново навлиза в тесен участък, разположен между Асинския и Мензинския хребети на югоизток и Малханския хребет на северозапад. След устието на река Катанца, на протежение от около 140 km Чикой служи за граница между Русия и Монголия, като тук заобикаля от югозапад Малханския хребет в дълбока и тясна долина. При село Чикой, Република Бурятия реката излиза от планините и навлиза в ниското Селенгинско средногорие. В този последен участък от течението ѝ долината ѝ става широка, с полегати склонове, появява се широка заливна тераса, в която Чикой се разделя на множество ръкави и образува дълги и непостоянни острови. Течението ѝ е бавно и спокойно. Влива се отдясно в река Селенга, при нейния 285 km, на 535 m н.в., при село Новоселенгинск, Република Бурятия.
Водосборният басейн на Чикой има площ от 46,2 хил. km2, което представлява 10,34% от водосборния басейн на река Селенга и обхваща части от Република Бурятия и Забайкалски край в Русия и аймаците Тьов, Селенге и Хентий в Монголия.
Границите на водосборния басейн на реката са следните:
- на север – водосборния басейн на река Хилок, десен приток на Селенга;
- на изток и югоизток – водосборния басейн на река Амур
- на юзапад – водосборните басейни на река Орхон и други по-малки десни притоци на Селенга.

Река Чикой получава около 30 притока с дължина над 15 km, като 2 от тях са дължина над 100 km.
- 646 → Чикокон 131 / 2110, при бившето село Харияга, Забайкалски край
- 357 → Менза 337 / 13800, Забайкалски край

Подхранването на реката е смесено, като преобладава дъждовното. Водният режим се характеризира с високо лятно пълноводие, от юли до септември в резултата на обилните дъждове през сезона и снеготопенето във високите части на водосборния ѝ басейн. Среден годишен отток 263 m3/s. Замръзва в края на октомври или началото на ноември, а се размразява в края на април или началото на май.
По течението на реката в Забайкалски край и Република Бурятия са разположени множество населени места, в т.ч. село Красний Чикой, районен център в Забайкалски край.
Река Чикой по време на пълноводие е плавателна на 152 km от устието си. Първите параходи по нея се появяват през 1909 г. и до 1990-те години се извършва редовно корабоплаване по реката, след което то е прекратено поради нерентабилност. В Чикойската котловина и в долното течение на реката водите ѝ масово се използват за напояване.